# Wirbelgruppe
Das Bilden von Wirbelgruppen ist eine Methode, ein bestimmtes Thema in einer größeren Gruppe zu diskutieren. Die Gesamtgruppe wird zunächst in kleinere (Unter-)Gruppen aufgeteilt, die das Thema jeweils untereinander erörtern. Wenn diese Gruppenarbeit beendet ist, werden neue Gruppen gebildet (die so genannten Wirbelgruppen): In jede neu gebildete Gruppe wird jeweils mindestens ein Vertreter aus jeder der alten Gruppen geschickt. Dieses Vorgehen kann gegebenenfalls mehrfach wiederholt werden.
Die so bewirkte Durchmischung bewirkt einen maximalen Austausch von Argumenten und zugleich (wegen der Parallelität der Gruppendiskussionen) für jeden Teilnehmer besonders gute Chancen, aktiv in die Diskussionen einzugreifen.
Die Methode wurde im englischen Sprachraum unter der Bezeichnung Jigsaw Classroom (etwa: Puzzle-Klasse) durch den US-amerikanischen Psychologen Elliot Aronson bekannt.